# Killing Zoe
Pour plus de détails, voir Fiche technique et Distribution.
Killing Zoe est un film franco-américain réalisé par Roger Avary, sorti en 1994. Il s'agit du premier long métrage du réalisateur canadien.

## Synopsis
Zed est un américain spécialiste dans l'ouverture de coffres-forts. Il se rend en France pour voir Éric, un vieil ami. Il rencontre Zoé, prostituée parisienne sur le conseil d'un conducteur de taxi. Éric a un gros projet : le braquage de la BIP (Banque Internationale de Paris). Il s'agit de la seule banque de la capitale ouverte pendant le 14 juillet. Mais tout ne se passe pas comme prévu.

## Fiche technique
Sauf indication contraire, les informations mentionnées dans cette section peuvent être confirmées par la base de données cinématographiques IMDb,  présente dans la section « Liens externes ».
- Titre original : Killing Zoe
- Réalisation et scénario : Roger Avary
- Musique : Tomandandy
- Décors : David Wasco
- Photographie : Tom Richmond
- Montage : Kathryn Himoff
- Maquillages : Tom Savini
- Producteur : Samuel Hadida

Coproducteur : Jeff Schechtman
Producteurs délégués : Quentin Tarantino, Lawrence Bender et Rebecca Boss
- Sociétés de distribution : Films octobre, Davis-Films et Live Entertainment
- Budget : 1,5 million de dollars[1]
- Pays de production :  États-Unis
- Langues originales : anglais, français
- Format : couleurs - Dolby
- Genre : film de casse, action, thriller
- Durée : 96 minutes
- Dates de sortie[2] :
  - New York : 19 août 1994
  - France : 31 août 1994
  - États-Unis : septembre 1994
- Interdit aux moins de 16 ans[Où ?]

## Distribution
- Eric Stoltz : Zed
- Jean-Hugues Anglade : Éric
- Julie Delpy : Zoé
- Tai Thai : François
- Bruce Ramsay : Ricardo
- Kario Salem : Jean
- Salvator Xuereb : Claude
- Gary Kemp : Oliver
- Martin Raymond (VO : Djimon Hounsou) (VF : Jacques Martial) : Moïse, le chauffeur de taxi
- Éric Pascal Chaltiel : Bellboy
- Cecilia Peck : Martina
- Gladys Holland : Sub Lobby Teller
- Ron Jeremy : le concierge de la banque (caméo)

## Production

### Genèse et développement
Le projet débute lorsque le producteur Lawrence Bender cherche des lieux de tournage pour Reservoir Dogs de Quentin Tarantino. Il tourne ainsi une banque à Downtown Los Angeles. Mais Quentin Tarantino dit qu'elle ne convient pas à son film, mais qu'elle serait parfaite pour un film se déroulant dans une banque. Lawrence Bender contacte alors la plupart des scénaristes qu'il connait et leur demande s'ils ont un script dont l'histoire se déroulerait dans une banque. Roger Avary ment et répond qu'il a bien un script. Il écrira alors rapidement un premier jet en moins de deux semaines.
Pour la violence du film, Roger Avary cite comme influences des films des années 1970 comme Légitime Violence (1977) de John Flynn et Coffy, la panthère noire de Harlem (1973) de Jack Hill. Pour le personnage de Zed, il avoue s'être inspiré du style de l'écrivain Bret Easton Ellis (quelques années plus tard, Roger Avary réalisera une adaptation du roman Les Lois de l'attraction).

### Attribution des rôles
Quentin Tarantino voulait incarner Éric, mais Roger Avary ne le voyait pas incarner un Français. C'est finalement Jean-Hugues Anglade qui est choisi. De plus, l'acteur traduit lui-même les dialogues anglais en français. Cependant, en raison des règles syndicales, il ne sera pas crédité au générique pour cela. Dans le générique, on peut lire que la traduction a été faite par un certain Yrava Regor, un anagramme de Roger Avary.

### Tournage
Bien que le film se déroule principalement à Paris, le tournage a eu lieu quasiment entièrement à Los Angeles. Seules les scènes d'ouverture et de conclusions ont été tournées dans les rues de Paris. Par ailleurs, Roger Avary voulait tourner dans un restaurant McDonald's français, mais il n'a pas reçu l'autorisation,.

## Bande originale
La musique du film est composée par le groupe américain Tomandandy.
| 1.  | Go! (Opening)                                            | 2:18 |
| 2.  | Red Drugs                                                | 6:18 |
| 3.  | Z Names                                                  | 2:12 |
| 4.  | Entering The Bank (With Romance Remix)                   | 5:24 |
| 5.  | Clarinets                                                | 2:54 |
| 6.  | Safe Heroin (Disco 2000 Remix)                           |      |
| 7.  | The Assembler (écrit par Stephanie Rubin)                | 3:20 |
| 8.  | Gold                                                     | 6:20 |
| 9.  | But You Must (Brothers In Rhythm Remix By Rhythm Method) | 5:22 |
| 10. | Ambient Dixie                                            | 2:03 |
| 11. | Canaan                                                   | 3:15 |
| 12. | Flying Home (écrit par Robin O'Brien)                    | 3:44 |

## Accueil
Sur l'agrégateur américain Rotten Tomatoes, il récolte 36% d'opinions favorables pour 28 critiques et une note moyenne de 5,14⁄10.
Roger Ebert le décrit comme « le premier film de braquage de banque de la Génération X ». Roger Avary dira plus tard qu'il veut que l'une des phrases extraite de la critique de Roger Ebert soit écrite sur sa pierre tombale : « Ça a dû être encore plus épuisant de faire ce film que de le regarder ».
Dans L'Humanité, Jean Roy écrit notamment « pour le meilleur ou sans doute pour le pire, ce film est symptomatique du travail sur l'ultraviolence auquel se livre toute une jeune génération actuellement, comme s'il n'y avait plus de recours possible que dans une forme moderne de nihilisme qui rencontrerait obligatoirement le carnage sur son chemin, sauf à prendre pour un appel au secours ces films qui font passer Massacre à la tronçonneuse pour du cinéma de pensionnat. (...) ... Les sociologues ont du pain sur la planche. À eux, au moins, on conseillera de voir Killing Zoe. ».
Dans Les Inrockuptibles, Frédéric Bonnaud écrit : « Chaque plan du film est bourré de sens jusqu'à la gueule et chaque séquence pensée de manière à intensifier l'action vers plus de brutalité. (...) Cultivé, Avary l'est presque trop et son film abonde en citations picturales, de Jérôme Bosch à Francis Bacon en passant par William Blake. Pourtant, et peut-être à cause de cette abondance référentielle, Killing Zoe est un film qui tend vers l'abstrait, une fascinante cosa mentale ».
Ne connaissant qu'une sortie limitée en salles, le film ne rapporte que 418,961 $ aux États-Unis, pour un budget d'environ 1,5 million de dollars. En France, il n'enregistre que 120 520 entrées

## Distinctions
Lors de la MystFest 1994, Killing Zoe obtient les prix du meilleur film et de la critique. Il obtient le Grand prix au festival international du film fantastique de Yubari 1994. Il est également présenté en compétition officielle au Fantasporto 1995, mais n'y obtient aucun prix.

## Commentaires

### Analyse
Le film est divisé en trois parties : rouge, blanc et bleu (soit des couleurs des drapeaux américain et français). Le film est « blanc » du début à l'arrivée d'Éric, « bleu » jusqu'à la fête et enfin « rouge » lorsqu'ils se préparent à entrer dans la banque jusqu'à la fin. Les couleurs sont amenées par petites touches, notamment le t-shirt de Zed.
Zed et Zoé ne sont jamais sur le même plan, jusqu'à leur scène de sexe.
Selon Roger Avary, la banque est censée représenter le cerveau d'Éric.
Le titre du film est un oxymore. En grec, zoe ou zoï signifie « vie », « existence ». Killing signifie « tuer » en anglais.

### Clins d’œil
- Dans la chambre d'Éric, on peut voir une affiche française de Pulsions de Brian De Palma sorti en 1980[3]. ainsi que celle de La Reine des Vikings de Don Chaffey sorti en 1967.
- Parmi les tatouages de Zed, on peut voir le logo du groupe de punk hardcore américain Black Flag[3].

### Projet de suite
Roger Avary a écrit une suite, provisoirement intitulée Lucky Day, qui n'a jamais été produite. Dans son script, Zed et Zoé cherchent à fuir les autorités françaises et se réfugient au Maroc. Ils se rendent dans un casino où il découvre que le propriétaire n'est autre que le frère jumeau d'Éric. Plus de 20 ans plus tard, il réalise finalement Lucky Day qui sort en 2019 mais le scénario a été remanié et n'est pas une suite de Killing Zoe.